# 仁川機場磁浮鐵道
仁川機場磁浮鐵道（：／ Incheon-gonghang jagi-busang-cheoldo */?）是一條連結韓國仁川国际机场1号航站楼站與龍遊站，全長6.1公里的磁浮列車路線。該路線被視為都市型磁懸浮列車實用化事業的示範路線，於2016年2月3日開通。此路線的運行車輛是ECOBEE。
事業費包括技術開發費800億韓圓、建設費3150億韓圓，建設費當中政府負擔69%，仁川廣域市負擔6%，仁川國際機場公社負擔25%，鐵道敷地由仁川國際機場公社提供。示範路線制定了仁川國際機場以外地方都市建設的磁浮列車到60%，首爾到40%的事業費支援方針。
不採納首都圈電鐵的車費制度，也與仁川都市鐵道單向試行事業不同，而仁川機場磁浮線也不屬於首都圈電鐵的路線。不過，80公里/小時級速度營業運行有固定額的國費支援，法令上充分規定了都市鐵道的條件。導覽等使用的路線色是黄色。
2023年9月1日，仁川国际机场公社称由于列车检修计划受阻，不符合《铁路安全法》要求，进而宣布磁浮铁道停运。

## 列车

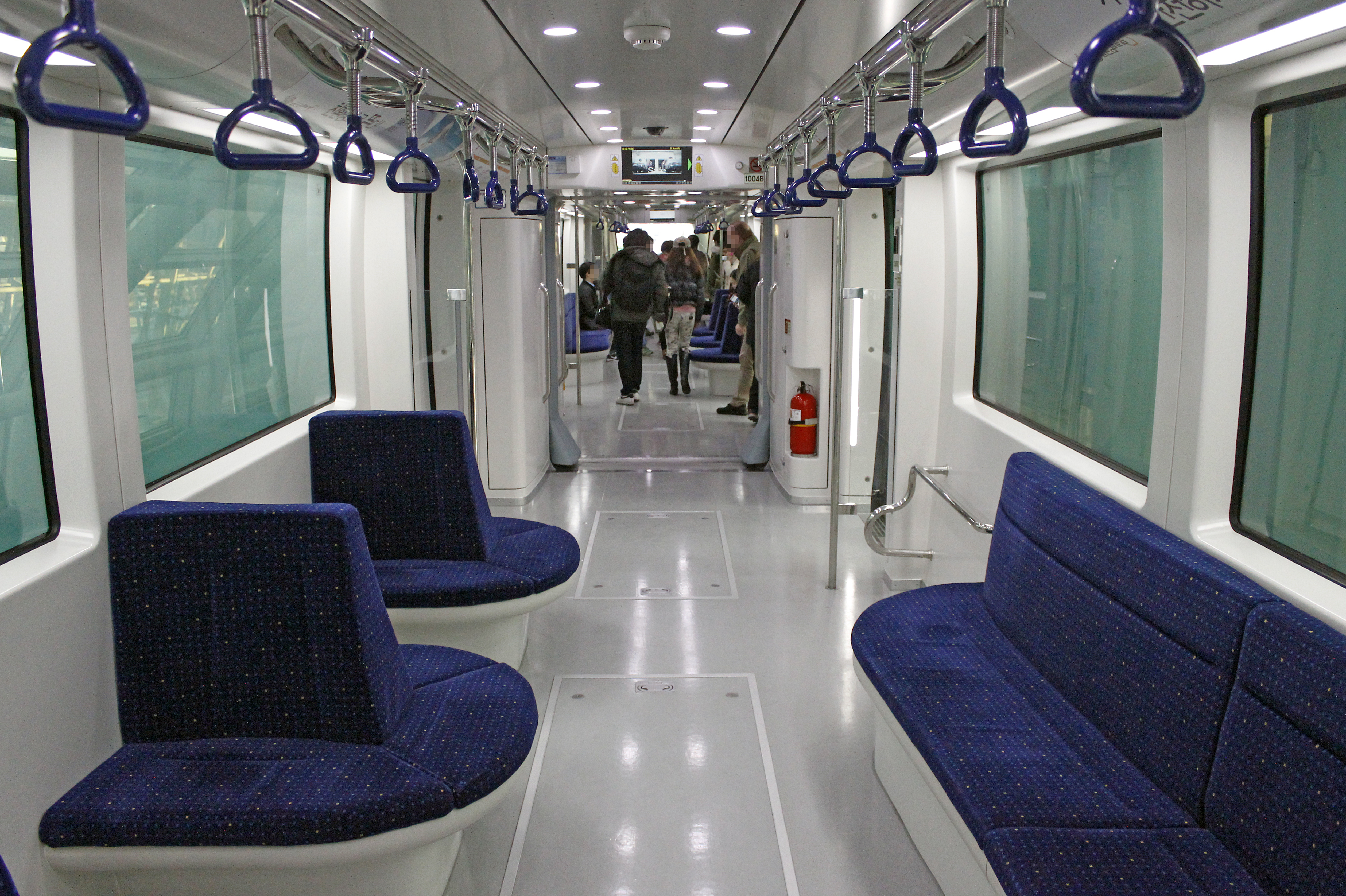
列车内部

列车采用EK10、EK20列车，EK10和EK20列车共有四节，EK10列车的造型为「蝴蝶飞舞，龙游归来」，EK20列车的造型为「成山复兴」。

## 車站列表
站名按照2012年8月16日仁川廣域市告示第2012-212號為準。
| M01 | 仁川國際機場1號航站樓 |  |  | ●仁川國際機場鐵道 | -   | 0.0 | 仁川廣域市 | 中區 |
| M02 | 長期停車場            |  |  |                   | 0.5 | 0.5 | 仁川廣域市 | 中區 |
| M03 | 行政大樓              |  |  |                   | 0.4 | 0.9 | 仁川廣域市 | 中區 |
| M04 | 百樂達斯城            |  |  |                   | 0.4 | 1.3 | 仁川廣域市 | 中區 |
| M05 | 水上公園              |  |  |                   | 3.1 | 4.4 | 仁川廣域市 | 中區 |
| M06 | 龍遊                  |  |  |                   | 1.2 | 5.6 | 仁川廣域市 | 中區 |

## 车辆基地
海西车辆基地的楼层共有三层，3层为，2层为EK10、EK20列车维修区，1层为大堂、楼梯通道。

### 楼梯通道
楼梯通道采用了两个楼梯，工作人员可以从一楼上到二楼。

### 两层式维修区
在维修区中看到二楼和三楼的风景，内置玻璃幕墙，也可以看到龙游区风景。二楼并未安装楼梯到三楼。

### 三层进驻企业
- 三井不动产株式会社仁川办事处
- 北京飞机维修工程有限公司仁川办事处